# ボリショイ・ベギチェフ島
ボリショイ・ベギチェフ島  (ボリショイ・ベギチェフとう、ロシア語: Большой Бегичев остров、英語: Bolshoy Begichev Island) は、ロシアのハタンガ湾に位置する無人島である。サハ共和国に属する。

## 概要

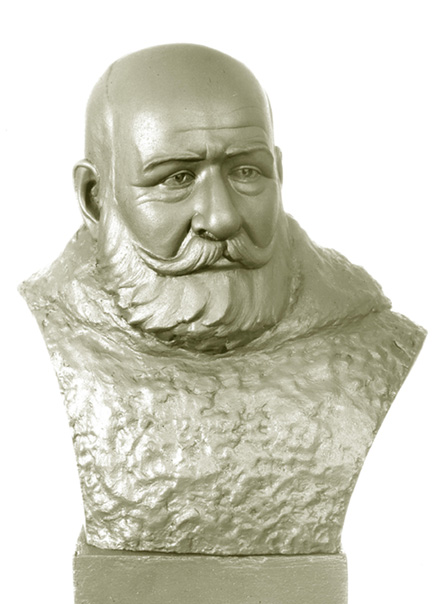
ニキフォー・ベギチェフ

ハタンガ川の河口が三角江を形成してできたハタンガ湾の入り口をふさぐように位置し、南北に海峡を作っている。

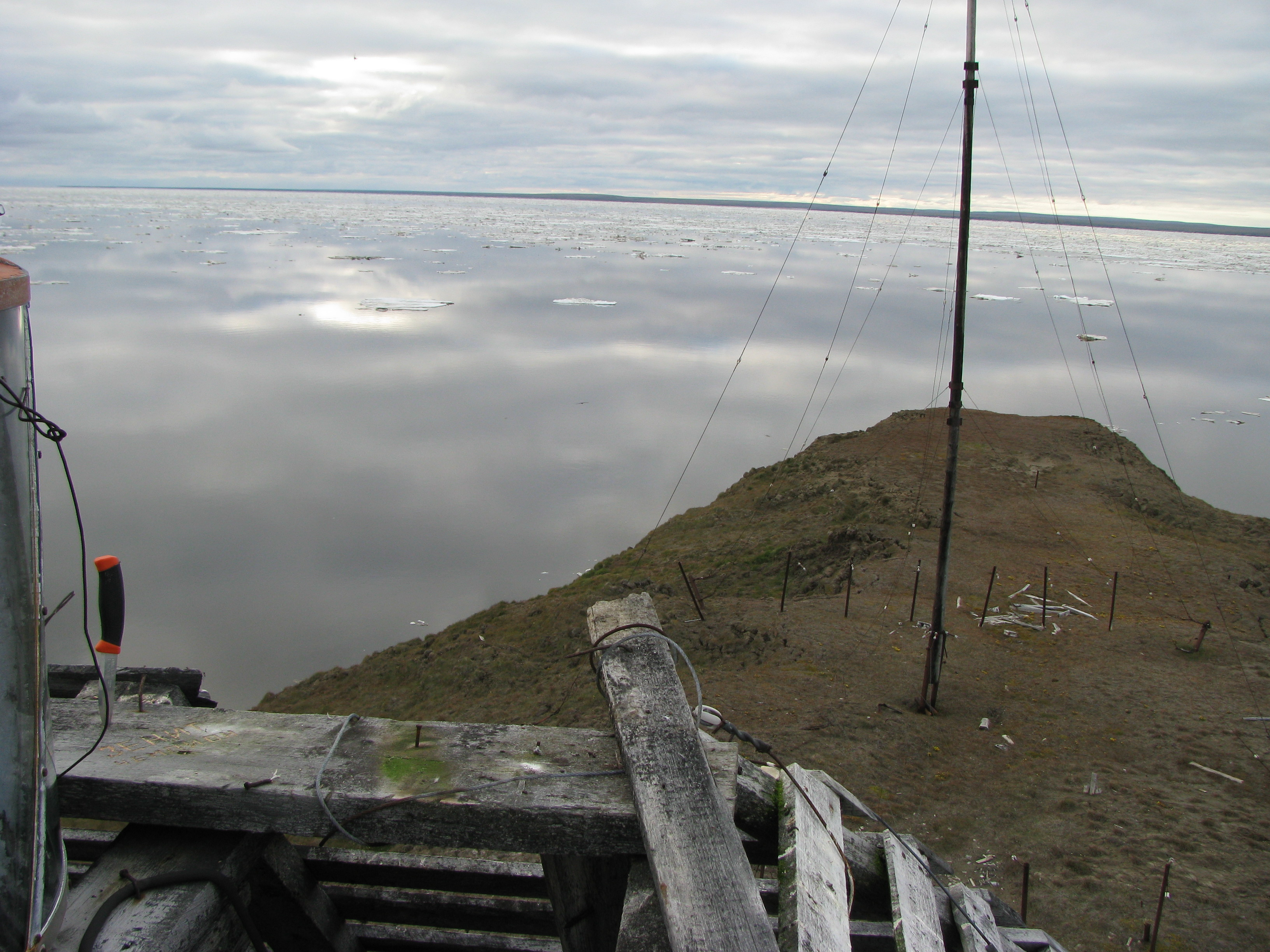
ボリショイ・ベギチェフ島のパスカ岬

島の名前は、極地探検家のニキフォー・ベギチェフに由来する。

## 属島
- マリ・ベギチェフ島（英語版）

ボリショイ・ベギチェフ島の西方8.5キロメートルにある、広さ15平方キロメートルの島。マリ・ベギチェフ島とボリショイ・ベギチェフ島の間にはロシア連邦の地方区分の境界線が引かれており、マリ・ベギチェフ島はクラスノヤルスク地方に属する。
- プレオブラジェニヤ島（英語版）

ボリショイ・ベギチェフ島の北方15キロメートルにある、広さ12平方キロメートルの細長い島。過去には北極海航路を通る船のランドマークとして活用されていた。